# Majaron (priimek)
Majaron je redkejši priimek v Sloveniji, ki ga je po podatkih Statističnega urada Republike Slovenije na dan 1. januarja 2010 uporabljalo 17 oseb in je med vsemi priimki po pogostosti uporabe uvrščen na 14.193. mesto.
- Agata Freyer-Majaron (*1945), lutkovna oblikovalka
- Anton Majaron (1876—1898), pripovednik
- Boris Majaron (*1963), fizik
- Danilo Majaron (1859—1931), pravnik in politik
- Edi Majaron (*1940), violončelist, umetnik, lutkar
- Ferdinand Majaron (1903—1986), pravnik, odvetnik
- Majda Majaron (r. Podvršič) (1931—1973), lutkarica
- Tilen Majaron (*1972), rogist
- Zdenko Majaron (*1944), lutkar